# ルイス・マリア・エチェベリア
ルイス・マリア・エチェベリア・イガルトゥア（Luis María Echeberría Igartua、1940年3月24日 - 2016年10月21日）は、スペイン・バスク州アスア出身の元サッカー選手。ポジションはDF。元スペイン代表。

## クラブ経歴
バスク州のアスアに生まれ、1961年に21歳でCDバスコニアからアスレティック・ビルバオに加入した。1961年9月13日のセビージャFC戦でラ・リーガデビューを果たすと、デビューシーズンはリーグ戦29試合に出場した。
翌シーズンは最終ラインの中心選手とな李、GKのホセ・アンヘル・イリバルやヘスス・アラングレン、イニャキ・サエスらとともにクラブの守備を支え、1968-69シーズンにはコパ・デル・レイを制した。アスレティック・ビルバオでは公式戦300試合以上に出場し、1973年にバラカルドCFで現役を引退した。

## 代表経歴
1962年6月6日、1962 FIFAワールドカップのグループステージ最終節ブラジル代表戦にて、スペイン代表デビューを果たした。

## タイトル
アスレティック・ビルバオ
- コパ・デル・レイ : 1回 (1968-69)